# Gastrotheca andaquiensis
Gastrotheca andaquiensis es una especie de anfibios de la familia Amphignathodontidae.
Habita en Colombia y Ecuador.
Su hábitat natural incluye montanos tropicales o subtropicales secos y ríos.
Está amenazada de extinción por la pérdida de su hábitat natural.